# 洛克尼亞 (克羅列韋茨區)
51°28′55″N 33°33′12″E / 51.48194°N 33.55333°E
洛克尼亞（烏克蘭語：Локня）是位於烏克蘭東北部的村莊，由蘇梅州科諾托普區的克羅萊韋茨市鎮負責管轄。該村處於洛克尼亞河畔，距離亞羅韋和扎魯德季亞3公里，海拔高度189米，2001年人口569。